# DeKalb (Illinois)
Pour les articles homonymes, voir DeKalb.
La ville américaine de DeKalb ([dɨˈkælb] en anglais) est située dans le comté de DeKalb, dans la banlieue ouest de Chicago, dans l'État de l’Illinois. Selon le recensement de 2010, sa population est de 43 862 habitants.

## Histoire
Fondée en 1837, la ville ne prend son essor qu’avec l’arrivée du chemin de fer en 1853. Elle est nommée en hommage au Baron Johann de Kalb major général tué lors de la guerre révolutionnaire américaine. L’agriculture était la principale activité jusqu’à 1873-1874 quand le fermier Joseph Glidden développe le fil de fer barbelé et se lance dans la production de son invention. Glidden vend la moitié de son affaire au marchand Isaac L. Ellwood et ensemble ils forment la Barb Fence Company. Le brevet est contesté par Jacob Haish. Après 18 années de procédure, le brevet de Glidden est reconnu. Encore aujourd’hui, la ville est surnommée « Barb City ».
La ville abrite l'université du Nord de l'Illinois, fondée en 1893, et reste une place importante pour l’agriculture. Dans les années 1930, la DeKalb AgResearch Corporation, aujourd’hui Monsanto, a mis sur le marché sa première variété hybride de maïs.

## Démographie
| Groupe                           | DeKalb | Illinois | États-Unis |
| -------------------------------- | ------ | -------- | ---------- |
| Blancs                           | 74,9   | 71,5     | 72,4       |
| Afro-Américains                  | 12,8   | 14,6     | 12,6       |
| Autres                           | 5,6    | 6,7      | 6,4        |
| Asiatiques                       | 4,1    | 4,6      | 4,8        |
| Métis                            | 2,4    | 2,3      | 2,9        |
| Amérindiens                      | 0,3    | 0,3      | 0,9        |
| Total                            | 100    | 100      | 100        |
|                                  |        |          |            |
| Hispaniques et Latino-Américains | 12,6   | 15,8     | 16,7       |

Selon l'American Community Survey pour la période 2010-2014, 84,54 % de la population âgée de plus de 5 ans déclare parler l'anglais à la maison, 8,20 % déclare parler l'espagnol, 0,78 % le gujarati, 0,74 % une langue chinoise, 0,64 % l'arabe, 0,60 % une langue africaine et 4,50 % une autre langue.

## Transports
DeKalb possède un aéroport, le DeKalb Taylor Municipal Airport (DTMA).

## Personnalités liées à DeKalb
- Cindy Crawford, mannequin, née à DeKalb en 1966.

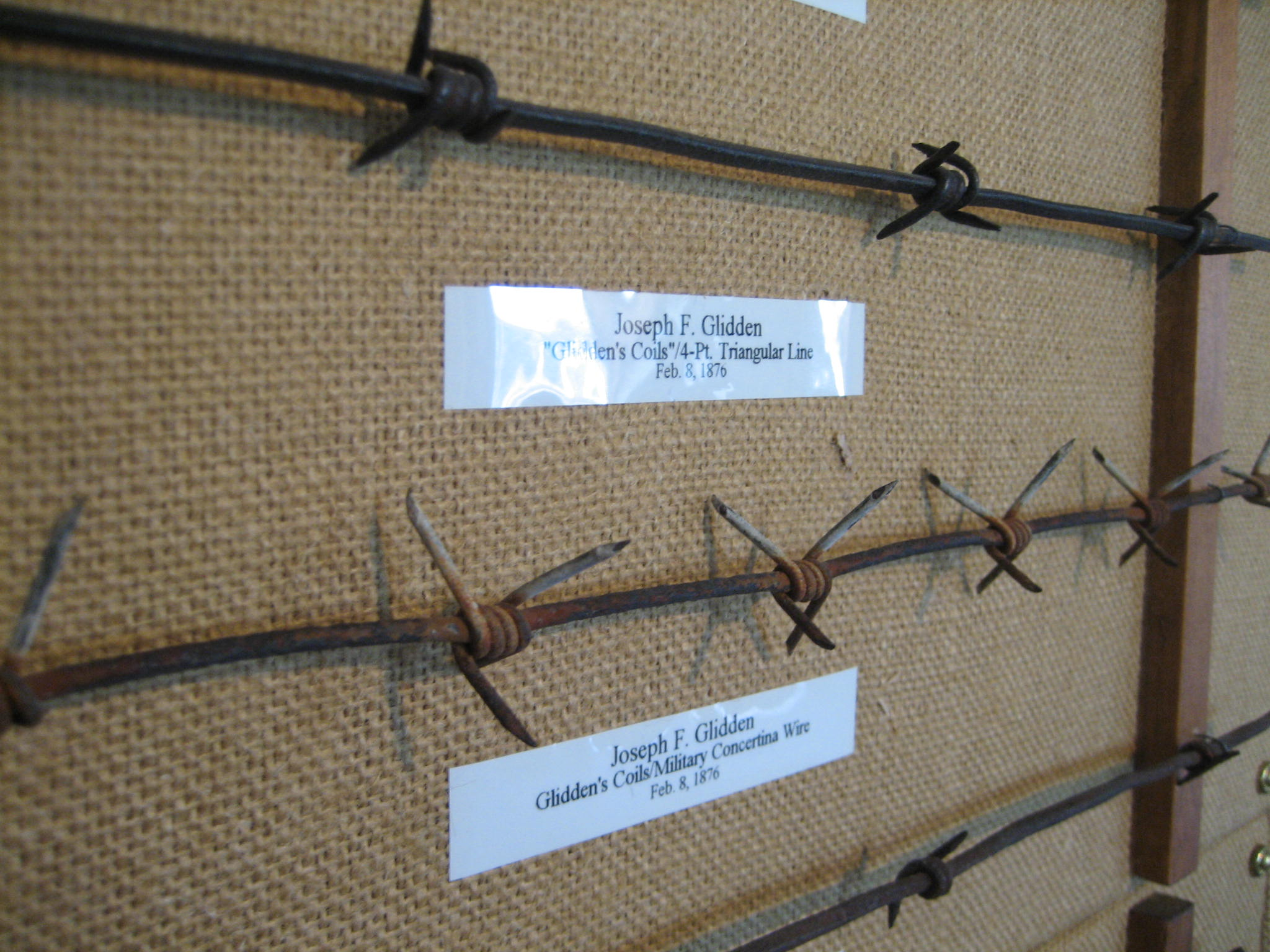
Deux fils de fer barbelés de Joseph Glidden.

- Richard Jenkins, acteur.
- Barbara Hale, actrice née en 1922